# Разоткривање митова
Разоткривање митова (енгл. MythBusters) америчка је телевизијска емисија која се емитује на Дискаверију. Водитељи емисије су Адам Севиџ и Џејми Хајнеман, који користе научни метод да тестирају валидности гласина, митова, филмских сцена и вести. Емисија је једна од најстаријих и најпопуларнијих на каналу Дискавери. Последња, 14. сезона почела је да се емитује у јануару 2016. 
Емисија се снимала у Сан Франциску. Планирање и неки експерименти су извођени у Хајнемановој радионици у истом граду. Експерименти који захтевају више простора или посебне смештаје су снимљени на локацијама, обично око залива Сан Франциска и на местима у северној Калифорнији. Понеке епизоде су снимане и у другим државама.
У другој сезони, још неколико чланова тима Разбијача митова је организовало и други тим, „Тим за прављење” (енгл. The Build Team). Они су углавном тестирали митове одвојено од главног дуа и радили су из друге радионице. Овај тим је наставио да делује све до августа 2014. године, када је најављено ће чланови Тори Белечи, Кери Бајрон и Грант Имахара напустити емисију, остављајући само Хајнемана и Севиџа као водитеље. Почетком 2016. године, почела је да се емитује последња сезона емисије.
Синтагма разбијачи митова се односи и на емисију и на њене водитеље који врше експерименте.

## Историја
Концепт серије је креиран за Дискавери канал као Измишљотине или истина у 2002. години. Дискавери је одбацио предлог у почетку, јер су управо наручили емисију са истом темом. Продуценти су променили план, тако да се емисија фокусира на тестирање кључних елемената прича, а не само на препричавање. Дискавери се сложио да буде копродуцент пилот серије од три епизоде. Џејми Хајнеман је био један од уметника за специјалне ефекте који су замољени да припреме видео за мрежно разматрање. Џејми је замолио Адама Севиџа, са ким је већ радио на рекламама, да буде ко-водитељ емисије. Хајнеман је мислио да он не би био интересантан водитељ ако је сам.
Последња, 14. сезона је почела да се емитује у јануару 2016. године. До краја емисије, Разоткривачи митова ће емитовати 248 епизода са 2950 експеримената и тестираће 1050 митова.

## Тим
Адам Севиџ и Џејми Хајнеман су оригинални Разоткривачи митова, и у почетку су сами истраживали све митове у емисији, користећи своја искуства. Њих двојица су радили из Хајнеманове радионице, М5 Индустрис; они су радили са члановима Џејмијевог особља, који су често радили ван екрана. 
Како је серија напредовала, чланови особља су представљени и почели да се редовно појављују у епизодама. Три таква члана су уметница Кери Бајрон, градитељ Тори Белечи и инжењер Грант Имахара, који су организовани у „Тим за прављење“. Тим за прављење је радио из сопствене радионице, зване М7. Свака епизода се састојала из наизменичних сегмената две екипе, које су покривале различите митове. На крају последње епизоде 2014. године, Севиџ и Хајнеман су најавили да се Бајрон, Белечи, и Имахара неће вратити у 2015. Хајнеман и Севиџ су тиме били једини водитељи, као и на почетку емисије.

## Формат
Свака епизода се обично фокусира на два или више популарна веровања, интернет гласина, или митова. Листа митова тестираних од стране серије је састављена из више извора, укључујући и лична искуства тима. Неке од митова су предлагали и гледаоци. Понекад су неки или сви митови тематски повезани. Снимљено је неколико оваквих епизода. Од маја 2009. године, четири мита су захтевала велику припрему и тестирање, тако да су им биле посвећене читаве епизоде, и четири специјала су рађена дупло дужи. Пре него што мит буде уведен од стране водитеља, уводи се анимација нацрта мита. Након тога се уводи видео анимација која објашњава детаљно објашњава мит.

### Експериментални приступ
Разоткривачи митова обично тестирају митове у  два корака. У првим епизодама, кораци су описани као "понављање околности и опонашање резултата". То значи да тим прво покушава да понови околности које мит наводи и да утврди да ли се јавља наведени резултат. Ако то не успе, они покушавају да прошире околности до те мере да ће изазвати описан резултат. Повремено ће тим (најчешће Севиџ и Хајнеман) одржати пријатељска такмичења између себе да се види који од њих може да осмисли успешнија решења. 
Иако не постоји специфична Формула коју тим прати у смислу физичког поступка, већина митова укључује прављење разних објеката за тестирање митова. Они користе Џејмијеву радионицу да у њој праве све што је потребно, што често укључује механичке уређаје и сетове за симулирање околности мита. Људске активности се често симулирају механичким средствима у циљу повећања безбедности, и како би се постигла конзистентност у поновљеним поступцима. Методе за тестирање митова су обично планиране и изведене на начин да произведу визуелне и драматичне резултате, што углавном укључује експлозије и пожаре. Тако да су митови који укључују експлозиве, ватрено оружје и сударе возила релативно чести.
Резултати се мере на одговарајући научни начин, примерен за дати експеримент. Понекад се резултати могу мерити једноставним нумеричким мерењем, коришћењем стандардних алата, попут мултиметра за електрична мерења, односно различитих врсте термометара за мерења температура. Када се тестирају физичке последице на људском телу, које би биле сувише опасне за тестирање на живим особама, Разоткривачи митова обично користе аналоге. Често користе свињске лешеве када експерименти захтевају прецизне симулације људског меса, костију и органа. Такође користе и балистички гел за симулацију људског ткива.
Тестирања се често измењују због временских ограничења. То често изгледа као да тимови добијају резултате из мање података него што заиста имају. Почевши од пете сезоне, епизоде обично садрже линк за њихов сајт, где гледаоци могу да гледају додатне снимке, додатна тестирања, или друге аспекте митовима који се тестирају. Међутим, Севиџ је признао да не претендују увек да се постигне задовољавајући, довољно велик скуп резултата. Као одговор на критике које добијају због њиховим метода и резултата у претходним епизодама, снимљено је неколико епизода „Поново посећен мит“, у којим тимови поново тестирају митове. У оваквим епизодама се некада добијају резултати који негирају претходне.
Разоткривачи митова ће понекад искористити прилику да тестирају „мини митове“, обично због задовољавања личне радозналости. Они могу бити планирани унапред, како би се искористиле локације на којим се већ снимају епизоде.
Постоје митови које Разоткривачи митова одбијају да тестирају. Паранормалне појаве, као што су ванземаљци или духови, се не тестирају на емисији, јер се не могу тестирати научним методама. Чланови тима углавном избегавају експерименте на животињама, иако су у једној епизоди бомбардовали бубашвабе и друге инсекте са смртоносне дозама зрачења. Међутим, лешеви животиња, укључујући свиње и пилиће, се често користе.
Севиџ је рекао да је тешко тестирати митове који захтевају да оповргну тврдње, јер је то често немогуће урадити.
Осим тога, неке митови нису тестирали због разних приговора од стране Дискавери канала и њихових саветника. То су првенствено митови који се односе на РФИД рањивости. Кроз девет сезона, извршено је укупно 2.391 експеримената и искоришћено је 12 тона експлозива за тестирање 769 митова. Тим такође одбија да тестира теорије завере, иако су тестирали неке митове везане за теорију завере о слетању на Месец.

### Резултати експеримената
У свакој епизоди након тестирања митови морају да буду „разоткривени“, „могући“, или „потврђени“ (енг. "busted", "plausible", "confirmed").

#### Разоткривен
Мит се оцењује као „Разоткривен“ када резултати не могу бити поновљен под било којим описаним параметрима или када су поновљени под преувеличаним условима. Тим ће често када прогласи мит Разоткривеним покушати да види шта ће бити потребно да понове резултате мита, одбацујући оригиналне параметре. Ово се обично у емисији назива „Начин разоткривача митова“.
Неки од митова су поново тестирани ако су гледаоци незадовољни резултатима, и прогласе се „поново разоткривеним“ ако су резултати овог другог покушаја исти као и претходног. У ретким приликама, ре-тестирани митови ће дати резултате да је мит ипак „могућ“, или чак „потврђен“.

#### Могућ
Мит добија оцену „Могућ“ под неколико околности:
- Резултати мита могу бити репликовани само ширење неких параметра мита, али са реалним и разумним маргинама. На пример, одређени материјали можда морају да буде замењен другим у неким случајевима као би се поновили резултати мита, а нови материјали су веома слични материјалима који су наведени у миту.
- Ако нема документације да се мит десио, а ипак су Разоткривачи митова добили резултате врло блиске оним које је мит описао. 
- Уколико се постижу резултати мита користећи методе које су описане, али под другим околностима.
- Ако захтева мало вероватан скуп околности, али се показало да је резултат могућ под вештачким околностима. Резултати могу бити креирани на сличан начин у лабораторији, али су шансе да се мит заправо деси у природи врло мале. На пример, у миту „Да ли се два метка могу спојити у један?“ показано је да два метка могу да се споје, али да би то било изузетно тешко урадити. 
- Ако су резултати наведени у миту достижни, али на такав начин да би процес био веома опасан или мање ефикасна од најчешћих метода за постизање истих резултат. 
- Ако се добија позитиван резултат помоћу реплика живих бића, али тим неће тестирати мит на живим животињама због опасности. 
- Повремено ће мит бити означен могућим уколико тестирање даје исте резултате као мит, али су ти резултати мање интензивни.

#### Потврђен
Термин „Потврђен“ се користио у првој сезони уместо оцене „Могућ“.
- Ако су Разоткривачи митова у стању да понове или блиско понове резултате митова, под истим околностима. Потврђени мит обично има и документацију да се десио у природи.
- Ако мит нема описан сценарио, али се добијају исти резултати. На пример, када су Разоткривачи митова тестирали пуцање риба у бурету, нису успели да погоде ни једну рибу, али је енергија метка убила све рибе.
- Ако нема документованих случајева да се мит догодио у стварном животу, али је мит преузет из неког филма. Мит ће бити потврђена уколико је могуће поновити резултате под истим околностима.
- У ретким случајевима се мит сматра потврђеним када је процес тестирања свесно заустављен, али постоји документација да се десио бар једном у природи.

## Несреће
Због природе експеримената изведених у емисији, многи нису прошли како је очекивано. Ове незгоде су понекад уништиле опрему за снимање и тестирање. Неке незгоде су чак резултирале мањим повредама особља. Најчешће повреде настају због покретне сигурносне опреме, која је током снимања емисије довела до најмање четири сломљена прста. Ове врсте незгода су обично укључене у емитовани програм, без веће медијске пажње. Мада понекад ствари отказују на спектакуларнији начин и добијају чак и већу медијску пажњу.

### Испарато незгода
Град Испарато у Калифорнији, 20. марта 2009. године је уздрман и прозори у граду су разбијени због експлозије више од 225 килограма амонијум-нитратни експлозива, коју су изазвали Разоткривачи митова. Неки од становника су били бесни јер су правили експлозије „а да ником нису рекли“. Начелник ватрогасне службе Бари Бeрнс, је поставио неколико ватрогасаца да пазе на експлозију. Он је рекао да је донео одлуку да не обавести град за сваки случај. „Разоткривачи митова је веома популарна емисија. Сви би били тамо и морали би да да откажемо снимање, јер би то било превише опасно.“ Представници емисије су неке од прозора заменили истог дана. Епизода је емитована 2011. године, али емисија никада више није снимана у овом граду.

### Несрећа са топовским ђулетом
Док је тим снимао емисију 6. децембра 2011. године, један експеримент је ужасно пропао. Тим је случајно лансирао топовско ђуле у оближњу кућу у Даблину у Калифорнији. Иако се експеримент изводио увелико ван насеља и под надзором локаних експерта за бомбе, пројектил је прелетео преко свог намењеног циља, право у суседно насеље. Када је топовско ђуле ударило у кућу, оставило је рупу од 25 центиметара. Нико није био повређен.
Продуцент емисије је дошао лично да се извини власнику куће, као и Севиџ и Хајнеман. Севиџ је касније изјавио да продукција емисије неће бити суспендована због инцидента. Севиџ и  Кери Бајрон су се вратили у Даблин гимназију 22. фебруара 2012. године, да учествују на трибини, како би поправили однос са локалном заједницом. Распродат догађај је привукао више од 1.000 људи. 
Током емитовања експеримента 11. новембра 2012. године, Тим за прављење се извинио због несреће и објаснио да су суспендовали тестирање након несреће у циљу процене штете и започињања истраге. Тестирање се наставило неколико месеци касније, у каменолому у много забаченијој области.

## Популарност и утицај
Хајнеман и Севиџ су били на многим другим програмима и у многим другим емисијама. Они су чести говорници на многим конференцијама у САД, али и у иностранству.   
Они се такође повремено појављују као говорници на факултетима широм САД и разговарају о томе како је заправо бити Разоткривач митова. Наступи се састоје од интервјуа и дискусија, како би дали публици прилику да им поставе питања. Чланови Тима за прављење се исто често појављују као говорници. 
Људи који су преживели несреће понекад јављају локалним вестима да су преживели због гледања Разоткривача митова. Тереза Бут  из Сент Мартин у Минесоти, каже да су Разоткривачи митова спасили живот ње и њеног детета. Дана 3. априла 2007. године, она је слетала са пута у јарак за одводњавање који је био поплављен водом из реке. Она је локалним вестима рекла да се сетила епизоде Разоткривача митова у којој су тестирали шта треба радити у оваквој ситуацији. Она је отворила врата као у емисији и тиме спасила свој живот и живот детета.
Хајнеман и Севиџ су се појавили 1. маја 2008. године у епизоди серије Место злочина: Лас Вегас. Они су се појавили хватајући белешке током тестирања да ли тејзер може неког запалити (ово су касније и они сами тестирали на Разоткривачима митова).
У августу 2008. године, Хајнеман и Сециџ су се појавили на НВИЖОН 08, догађају који спонзорише Нвида. Замолио их је један од директора, Давид Рајт, да направе визуелну демонстрацију ГПУ-а и ЦПУ-а. То су учинили сликајући Мона Лизу са огромним и пејнтбол пиштољем и паралелном обрадом, постављајући притом светски рекорд за највећи пејнтбол пиштољ.
Председник Барак Обама је 18. октобра 2010. године објавио да је снимио сегмент за Разоткриваче митова и да ће се појавити у епизоди 8. децембра 2010. године. Обамин сегмент покрива мит о Архимедовом зраку смрти.
Хајнеман и Севиџ су добили почасне докторате на Универзитету у Твентеу у Холандији, због њиховог доприноса популаризацији науке. Докторати су им уручени током 50. рођендана универзитета, 25. новембра 2011. године.
Адам и Џејми су се појавили (бар њихови гласови) у епизоди Симпсонова. Глумили су водитеље емисије Миткрекери, у којој Адам и Џејми тестирају мит да ће се мачка увек дочекати на ноге. 